# Zaagmolen

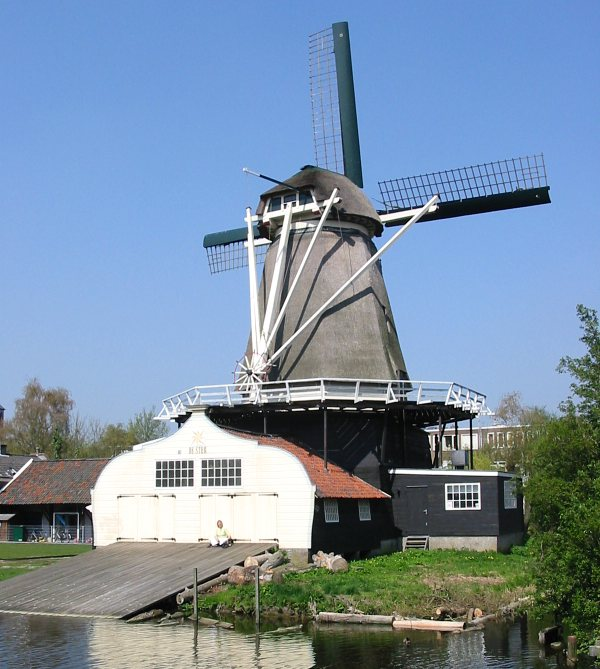
Stellingzaagmolen De Ster te Utrecht met één zaagraam.

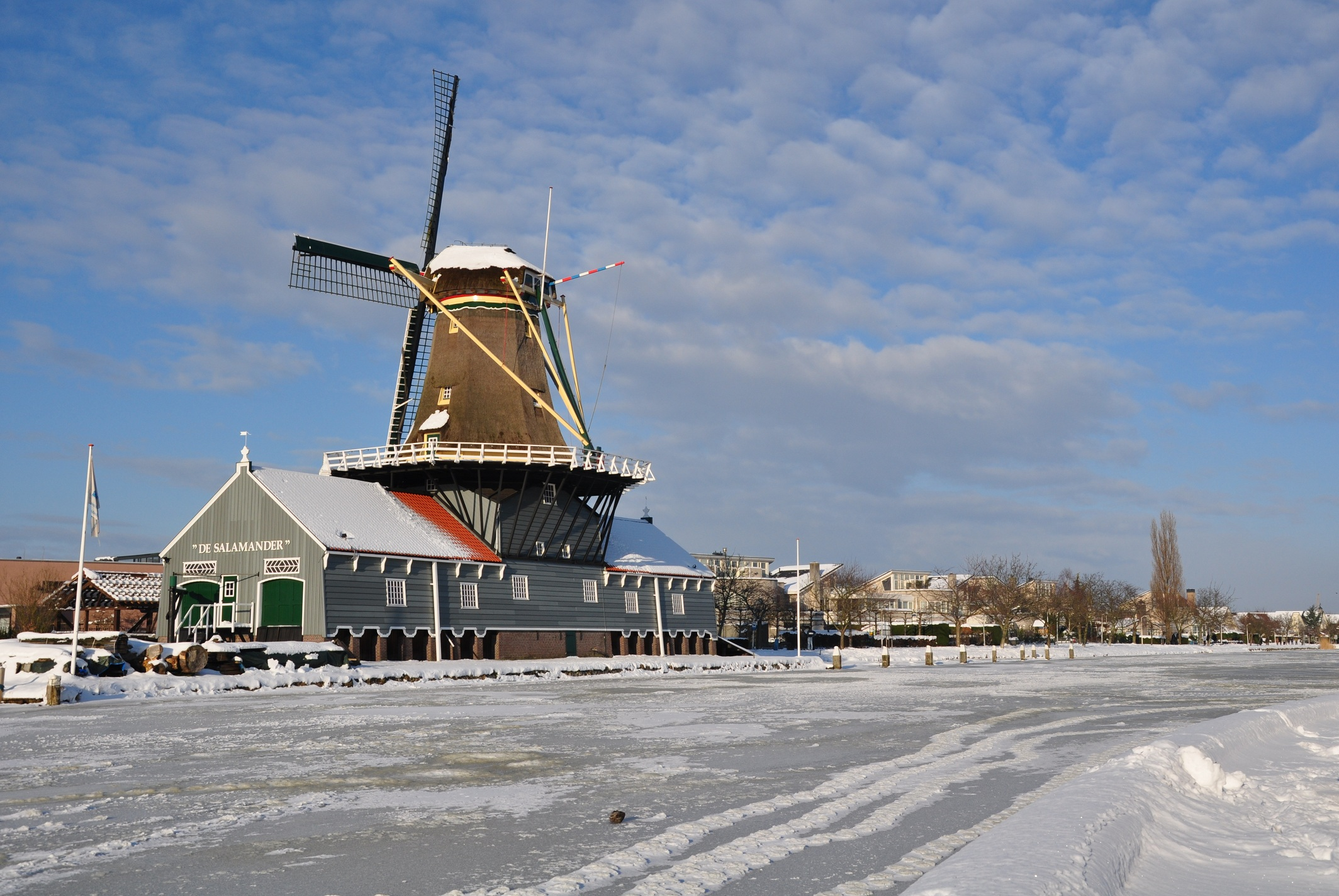
De Salamander in Leidschendam

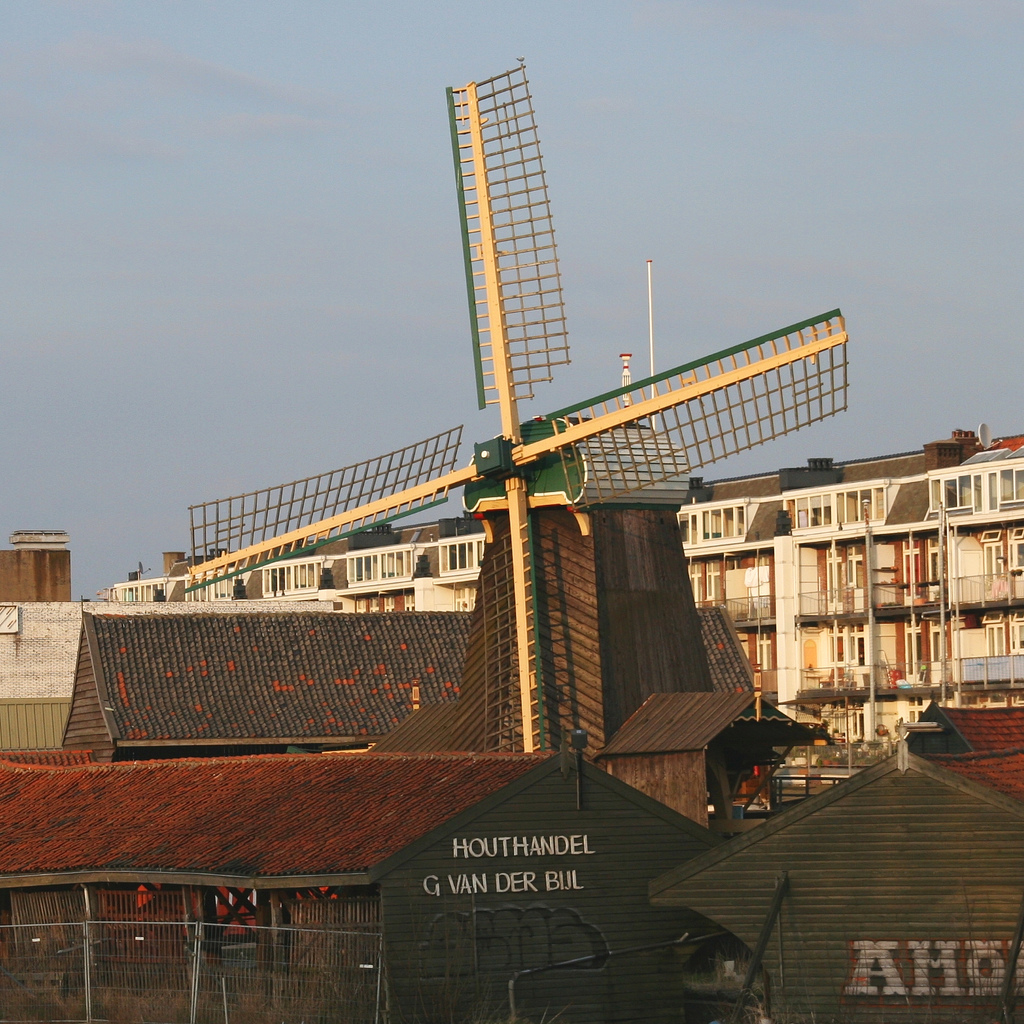
Paltrokmolen De Otter in Amsterdam-West is als laatste overgebleven van de vele zaagmolens die nabij de Kostverlorenvaart stonden voordat de Frederik Hendrikbuurt werd gebouwd.

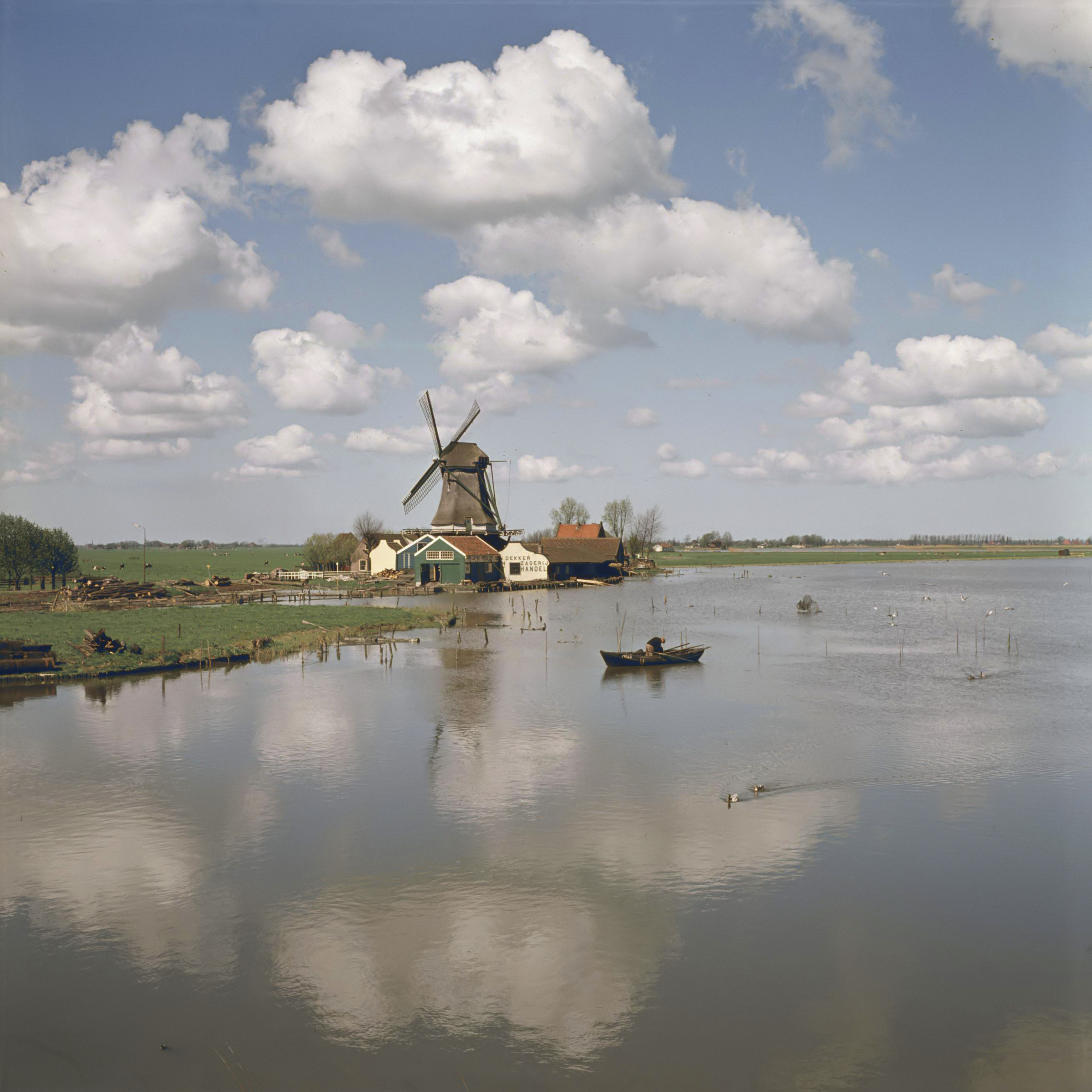
Houtzaagmolen De Vriendschap bij Monnickendam (1960, in 1961 verbrand)

De (hout)zaagmolen komt in Nederland als windmolen om hout te zagen voor in drie uitvoeringen:
1. als paltrokmolen,
2. als stellingmolen met zaagschuur,
  1. Houten zeskant op ongeveer 1,25 m hoge poeren.
  2. Houten achtkant op ondervierkant.
3. als ronde, stenen molen, zoals de Holten's Molen.

Daarnaast is er een watermolen als zaagmolen ingericht: de Molen van Singraven. In België is de Klaaskensmolen een nog werkende watergedreven zaagmolen.
Een zaagmolen werkt optimaal met drie zaagramen, omdat de krukas dan geen doodpunt heeft. Bij drie zaagramen is een van de zaagramen een schulpraam voor het kantrechten van de gezaagde planken. De planken worden door het schulpraam geduwd door het kopmes of de prook van de naastgelegen zaagslee.

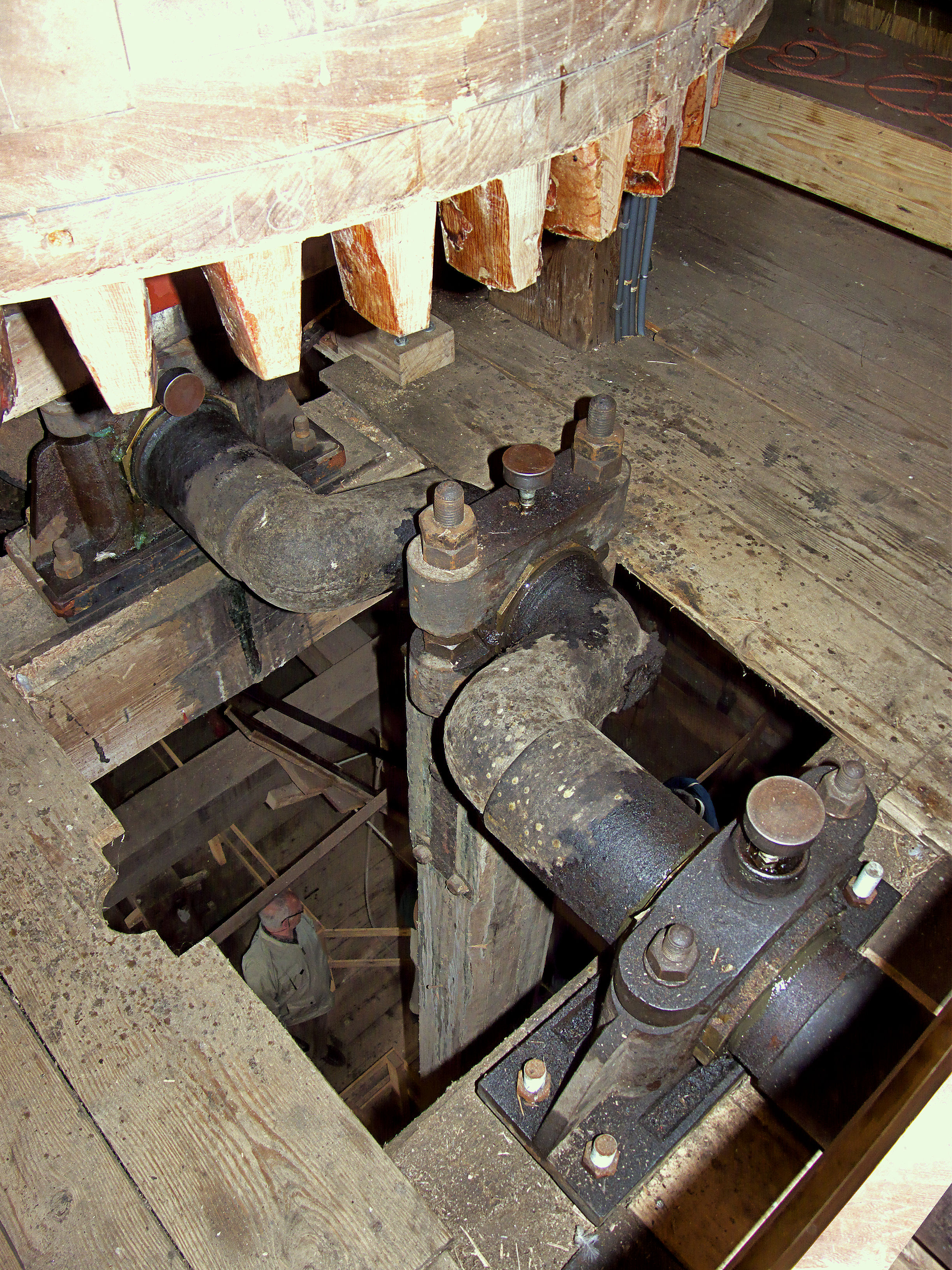
Krukas van de Bolwerksmolen
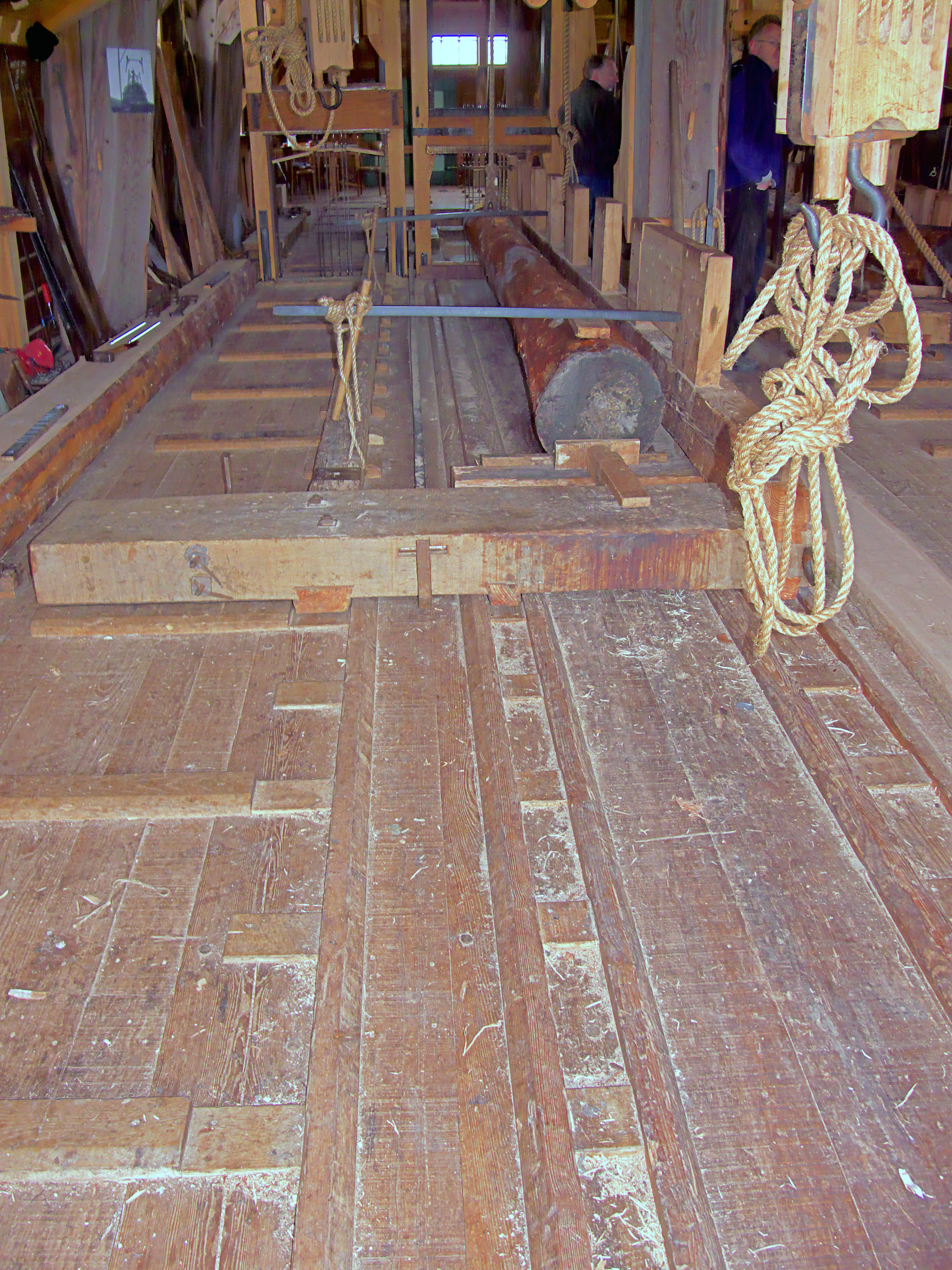
Zaagslee met links het schulpraam van Het Jonge Schaap
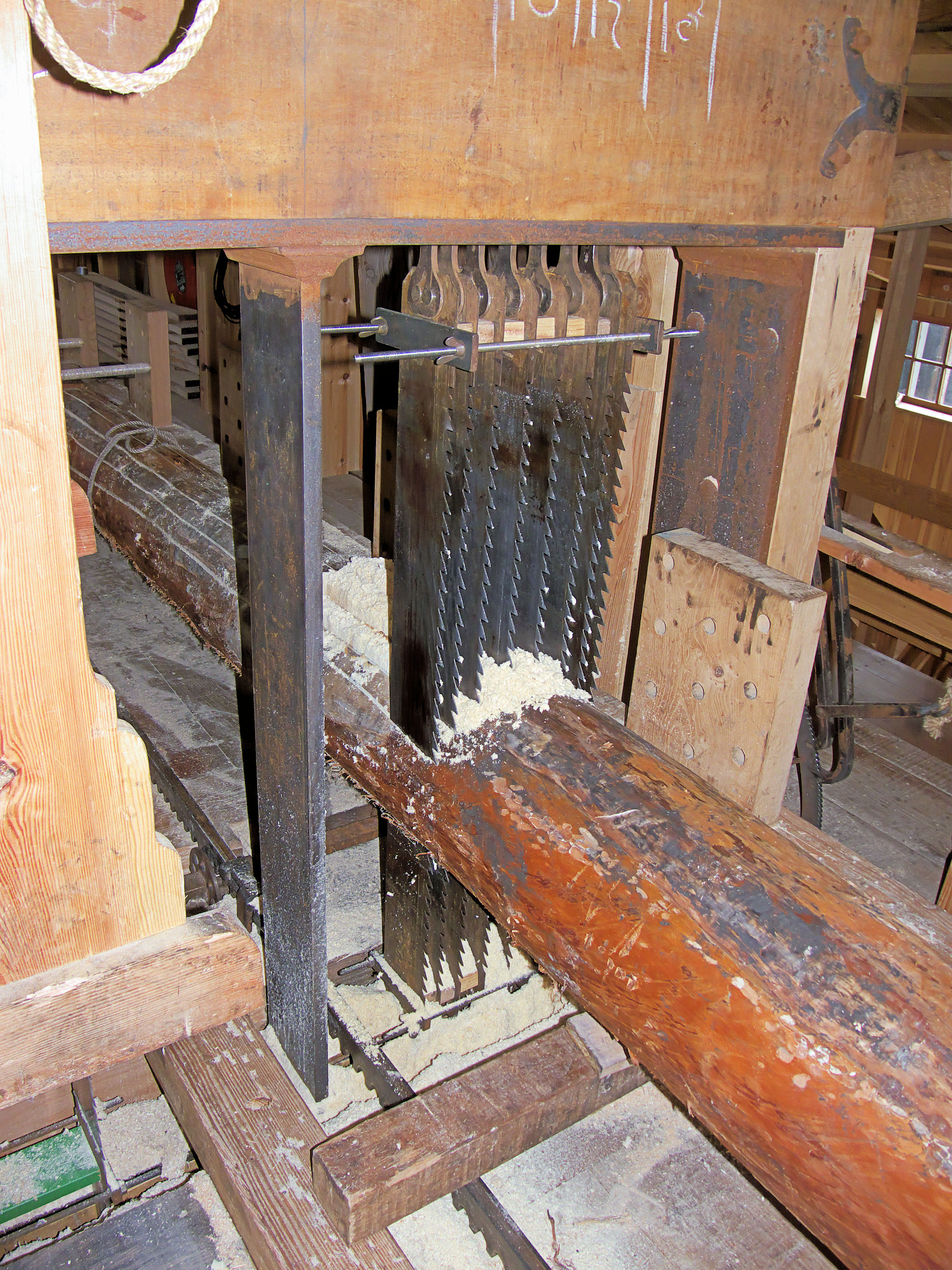
Zaagraam
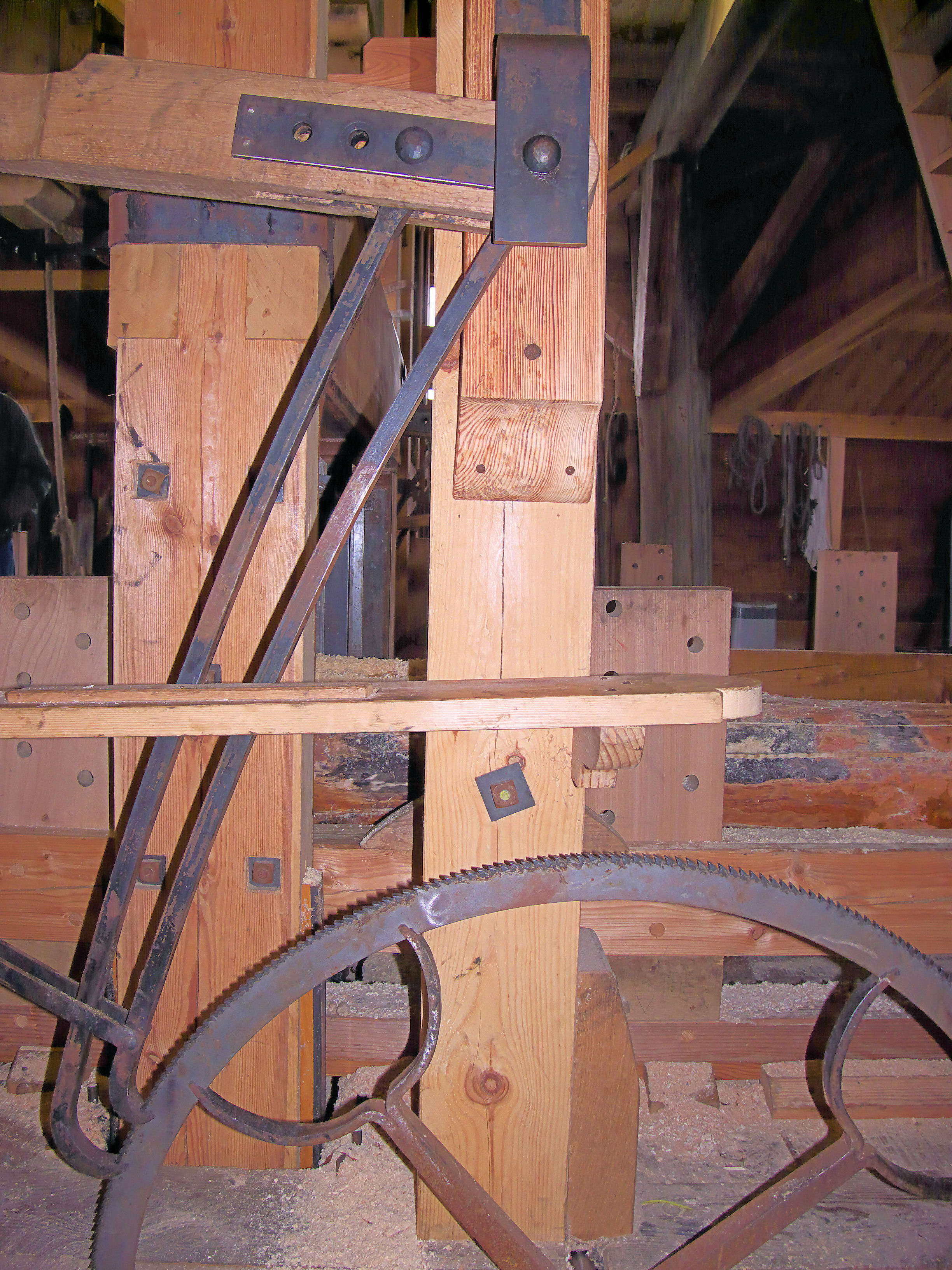
Krabbelwerk

## Geschiedenis
In 1592 werd door Cornelis Corneliszoon van Uitgeest de krukas met de windmolen gecombineerd tot de eerste houtzaagmolen. Tot op dat moment duurde het ongeveer dertig dagen om planken te zagen van één boom. De uitvinding van Corneliszoon zorgde ervoor dat er veel sneller gezaagd kon worden en dat de scheepsbouw versneld werd. Zijn uitvinding droeg bij aan de technische vooruitgang in de Gouden Eeuw.
In 1593 verkreeg hij hiervoor een octrooi. Door de krukas wordt de rondgaande beweging van de wieken omgezet in een op en neer gaande beweging van het zaagraam. De smeedijzeren of stalen krukas heeft in de regel drie krukken, die onder een hoek van 120° ten opzichte van elkaar staan. Er zijn ook enkele krukassen met twee krukken of vier krukken.
Voor het naar voren schuiven van de op een slede liggende stam tijdens het zagen ontwierp Corneliszoon een zogenaamd krabbelwerk. Het krabbelwerk bestaat uit een rondgaand wiel met tanden (krabbelrad) met daaraan vast een tandwiel met een heugel. Bij elke opgaande beweging van het zaagraam trekt de krabbelaar het krabbelrad één of meerdere tanden om, waardoor de slede naar voren wordt getrokken. Bij elke neergaande beweging van het zaagraam wordt gezaagd, waarbij het zaagraam tijdens het zagen door de holle en bolle schenen iets naar voren kantelt. Door deze uitvindingen kon de houtzagerij in de Zaanstreek tot grote bloei komen.
Met name in de Zaanstreek, rond Amsterdam en rond Dordrecht werd vanaf 1600 veel gebruikgemaakt van de paltrokmolen voor de scheepsbouw aldaar. Bij paltrokmolens worden te zagen boomstammen met een kraan op windkracht uit het water van het balkengat gehesen, bij een zaagmolen met zaagschuur werden de stammen over een sleephelling vanuit het water met windkracht in de zaagschuur gebracht (zie foto).
In het Openluchtmuseum Arnhem staat nog een werkende paltrokmolen uit 1680. Op woensdagen is hij regelmatig in werking te zien, waarbij wegens de slechte molenbiotoop gekozen is voor het plaatsen van een elektromotor. De wieken draaien dus wel, maar alleen voor de show. Het zaagproces verloopt verder zoals dat toen ook verliep.
Door de opkomst van de scheepsbouw in Noord-Nederland rond 1850 werden toen daar met name stellingmolens met zaagschuur gebouwd.
Molenerf de Ster (Utrecht) is het enige compleet bewaard gebleven houtzaagmolenerf van Nederland. Het bestaat uit de windmolen met zagerij, de molenaarswoning, twee knechtswoningen en drie houtdroogloodsen. Molenaar Piet van Os heeft in december 2020 de houtzaagmolen voorgedragen als object in Het Museum van Nederland, een initiatief van Omroep MAX. Jurylid Herman Pleij heeft een model van een houtzaagmolen in ontvangst genomen dat deel zal uitmaken van een fysieke en digitale tentoonstelling in Rotterdam in 2020. Van Os besloot zijn betoog met de samenhang van de houtzaagmolen met de toegenomen welvaart in Nederland en sprak als zodanig niet van de Gouden Eeuw maar van de Houten Eeuw.

## Houten zeskant
Het houten zeskant staat op ongeveer 1,25 m hoge poeren voor ruimte van de op en neer gaande zaagramen. Twee zeskantstijlen staan tussen de zaagsleden.

## Houten achtkant
Het houten achtkant staat op een ondervierkant, omdat vier van de acht achtkantstijlen anders in de weg van de zaagsleden staan.

## Draaisnelheid wieken
De draaisnelheid is afhankelijk van:
- Het type molen: paltrok of bovenkruier
- Het hangende (eigen) gewicht van de zaagramen. Deze kan variëren van ongeveer 800 – 1500 kg.
- De conditie van de krukas
- De te zagen houtsoort
- De maat van de stam of het zaagwerk
- De wijze van vastleggen op de zaagslede.

Het hangend gewicht van het zaagraam bepaalt de maximum draaisnelheid. Als het zaagraam te snel omhoog gaat, komt de wuifelaar (drijfstang) met een klap tegen het onderste lager van de krukas.
De ideale gemiddelde draaisnelheid ligt rond de 80 enden (wieken) per minuut. Een paltrok kan echter wel 120 enden draaien. Een dikke eik wordt het beste gezaagd op 80 enden of hoger. Als het zaagraam vanuit de hoogste stand naar beneden valt, krijgt het de hoogste versnelling, dat is de A-max. De A-max bij een vrij vallend object is 9,8 m/s2. Bij 61 enden is de valsnelheid van het raam al groter dan de normale valsnelheid, maar door het zagen treedt wrijving op en is de maximale versnelling dus lager. De totale hoeveelheid wrijving hangt af van het aantal zagen in het zaagraam en het hout. Bij een draaisnelheid van 77-78 enden en een overbrengingsverhouding van 1,83 is de vrije val 4,9 m/s2.
| Aantal slagen per minuut | Aantal enden per minuut | Slaglengte kruk in m | A-max m/s2 |
| 30                       | 55                      | 0,48                 | 2,37       |
| 35                       | 64                      | 0,48                 | 3,22       |
| 40                       | 73                      | 0,48                 | 4,21       |
| 45                       | 82                      | 0,48                 | 5,33       |
| 50                       | 91                      | 0,48                 | 6,58       |
| 55                       | 100                     | 0,48                 | 7,95       |
| 60                       | 109                     | 0,48                 | 9,46       |
| 61                       | 111                     | 0,48                 | 9,78       |

Als het te zagen werk niet helemaal stabiel kan worden vastgelegd moet de snelheid lager zijn, anders gaat het niet ondersteunde eind van de stam liggen rammelen.

## Fotogalerij

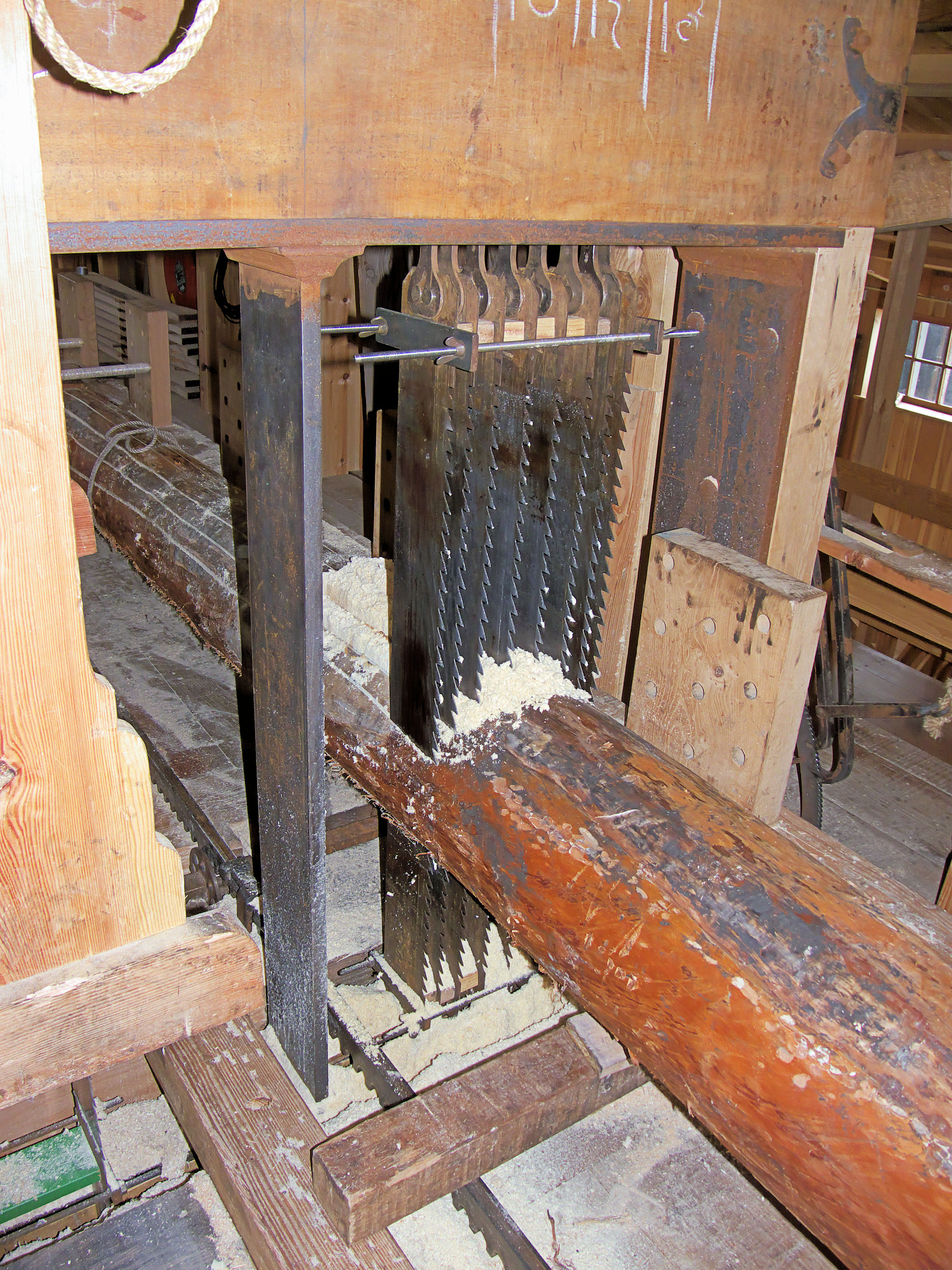
Zaagraam van Het Jonge Schaap
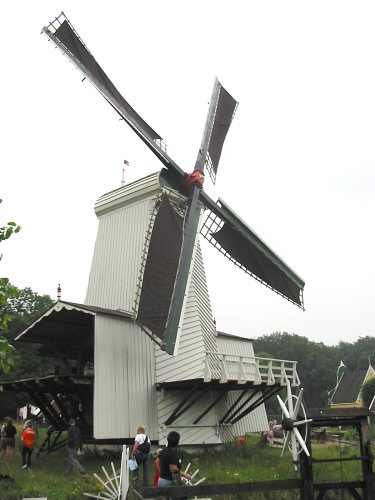
Paltrokmolen in het Openluchtmuseum te Arnhem
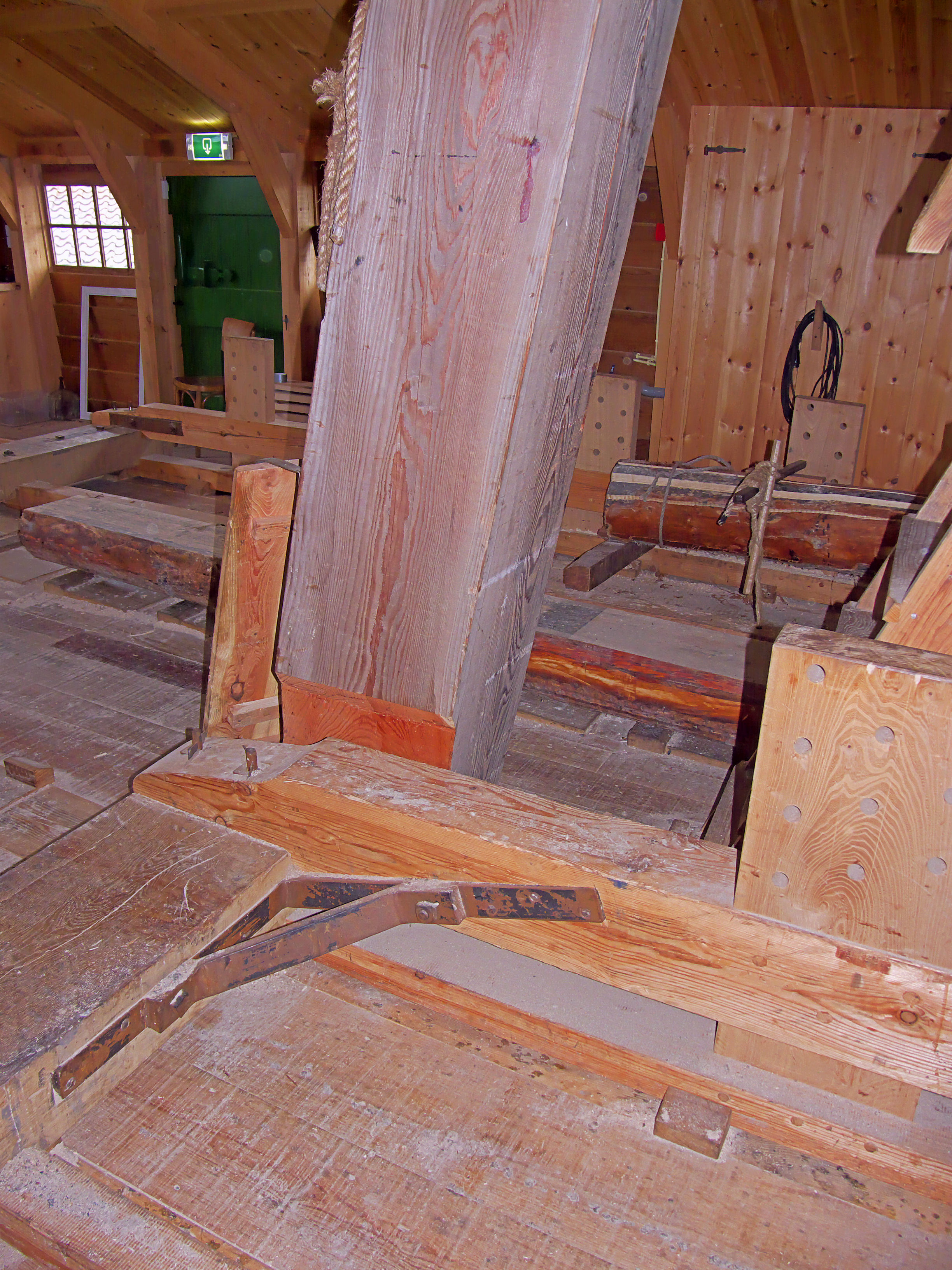
Zeskantstijl tussen zaagramen bij Het Jonge Schaap
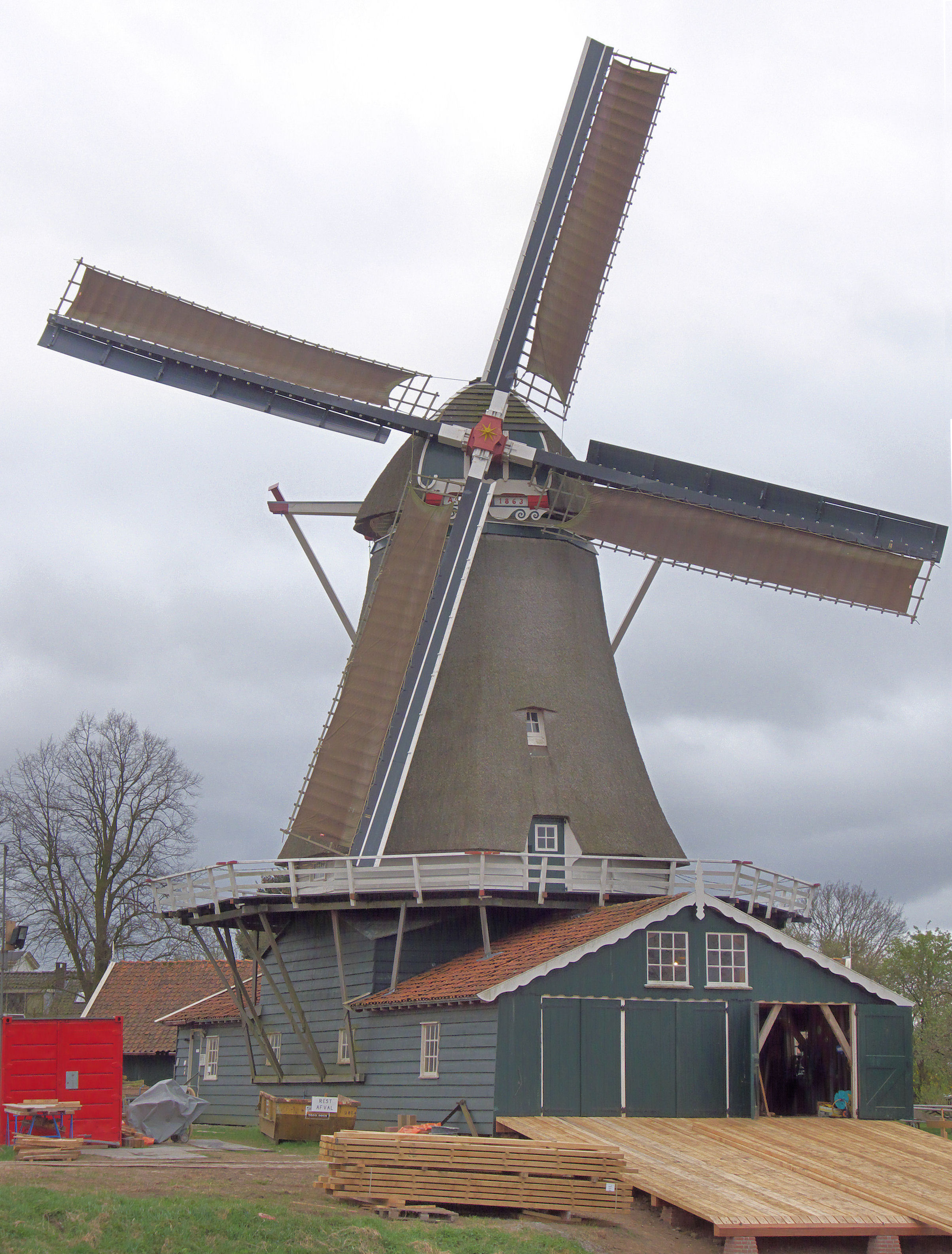
Houten achtkant op ondervierkant (Bolwerksmolen)
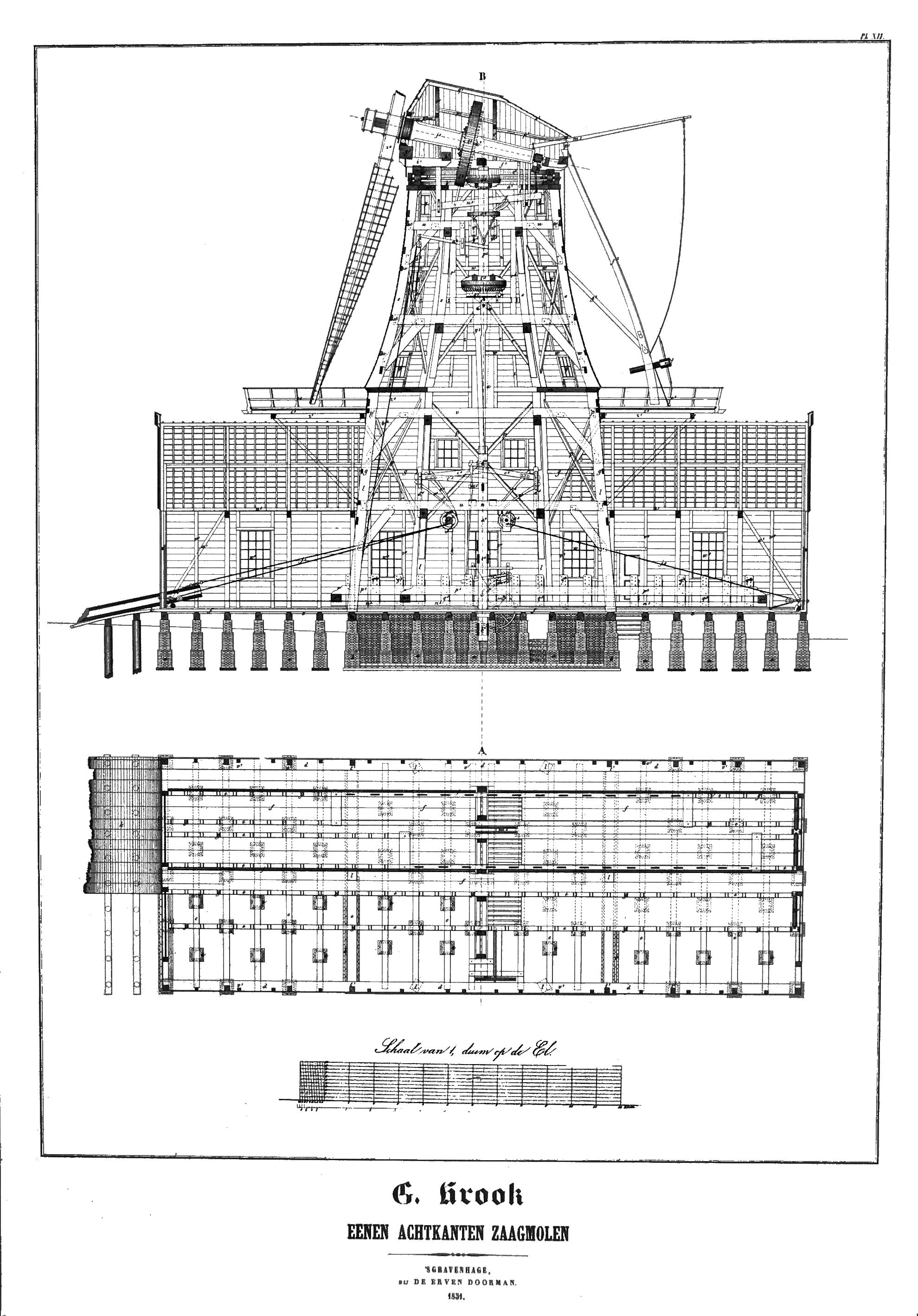
Zaagmolen: Houten achtkant op schuur
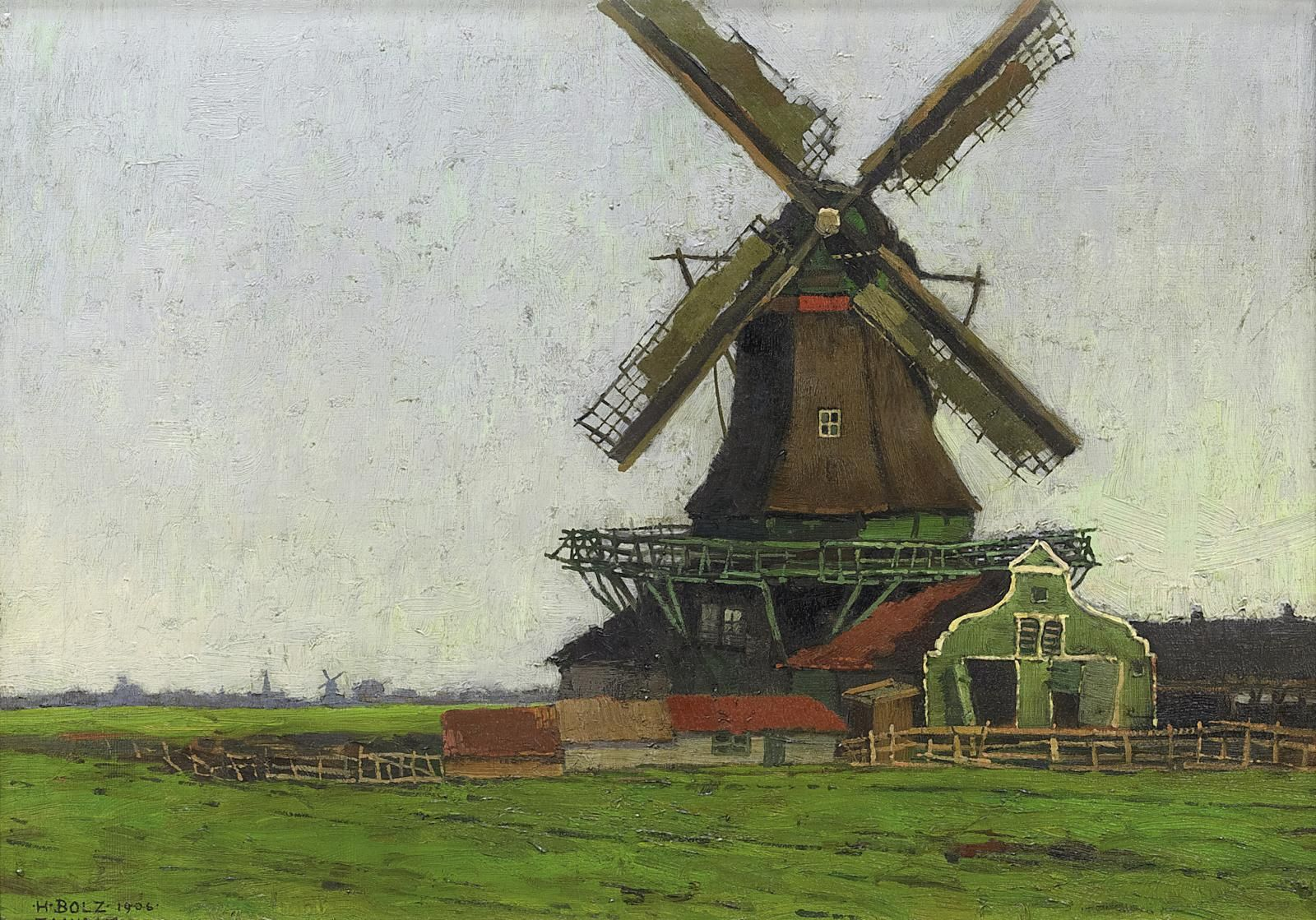
Houtzaagmolen in Zaandam, 1906. Schilderij van Hanns Bolz.

beukmolen ·
blauwselmolen ·
cacaomolen ·
hennepklopmolen ·
ijzermolen ·
koldermolen ·
kopermolen ·
korenmolen ·
krijtmolen ·
kruitmolen ·
loodwitmolen ·
mosterdmolen ·
moutmolen ·
oliemolen ·
papiermolen ·
pelmolen ·
pepermolen ·
poldermolen ·
schelpzandmolen ·
schorsmolen ·
slijpmolen ·
snuifmolen ·
specerijenmolen ·
spinmolen ·
trasmolen ·
verfmolen ·
volmolen ·
zaagmolen